# Pulpit Friction
«Pulpit Friction» (укр. «Розбіжності проповідника») — вісімнадцята серія двадцять четвертого сезону мультсеріалу «Сімпсони», прем'єра якої відбулась 28 квітня 2013 року у США на телеканалі «Fox».

## Сюжет
Розбивши диван, Сімпсони вирішують придбати новий. Гомер замовляє новий диван онлайн з Брукліна. Однак, виявляється, що новий диван кишить клопами, і невдовзі вони переповнюють Спрінґфілд.
Оскільки отець Лавджой не може заспокоїти місто, пастор понижує Тімоті в посаді та призначає нового отця Елайджа Гупера. Місто починає цінувати Гупера і культурні відсилання, які він робить у своїх проповідях.
Тим часом, дезінфікуючи одяг, Мардж виявляє, що в хімчистці її весільну сукню переплутали з одним із костюмів Красті. Мардж зустрічається із клоуном, який каже їй, що в нього більше немає її весільної сукні — він викинув її у смітник після того, як використав її для сценки на своєму шоу.
У церкві Гупер і Гомер товаришують. Гупер пропонує Гомерові стати новим церковним дияконом, на що Сімпсон погоджується.
Мардж засмучується втратою сукні. Вона зізнається, що берегла сукню для того, щоб Ліса надягла її на власне весілля. Мати ще більше засмучується, коли донька каже, що не може уявити, що коли-небудь вийде заміж. Однак, Лісі таки вдається відстежити місцезнаходження сукні. Її продали зарученій парі.
Тим часом Барт пропонує Гомерові разом утнути дурість для карт «Google». Однак, Гомер відмовляється, бо він тепер — диякон і має поводитися пристойно. Хлопчик починає сумувати за їхнім часом проведення батьком із сином.
Потім Ліса бере Мардж на весільну церемонію пари, де вона зворушена, побачивши весілля. Однак Ліса запевняє мати, що ще не впевнена щодо шлюбу у майбутньому.
Тим часом Барт звертається до Неда Фландерса, який все ще сердитий і спустошений після того, як Лавджой пішов. Вони відвідують Лавджоя, який зараз працює продавцем джакузі, але він говорить, що не хоче повертатися.
Барту за допомогою Мілгауса вдається роздобути кілька мертвих клопів, яких він дає жабам, щоб викликати чуму в місті. Жаби починають вторгатися в місто, і Гупер стикається з розлюченими городянами. Своїми розмовами про фільми та музику він не може нічого робити чи заспокоїти містян. Несподівано з'являється Лавджой виступає з промовою, щоб полегшити чуму. Після того, як від нудьги, жаби поснули Тімоті з радістю повертається на посаду.
У фінальній сцені Гомер з Бартом показують сідниці, коли проїжджає авто «Google» для фотографування вулиць.

## Виробництво
Анонсуючи персонажа Едварда Нортона, виконавчий продюсер Ел Джін в інтерв'ю «Entertainment Weekly» у серпні 2012 року описав Елайджу як «наймилішого священника у світі».

## Цікаві факти і культурні відсилання
- Сюжет серії схожи до сюжета фільма 1944 року «Йти своїм шляхом»[2].
- В одній зі своїх проповідей Гупер говорить, що те, що насправді слова Ісус, можна пояснити серією серіала «Секс і Каліфорнія»[3].
- У сцені, коли жаби розпорошуються Спрінґфілдом грає симфонія «The Sorcerer's Apprentice» (укр. «Учень чаклуна») Поля Дюка[3].
- В епізоді кілька разів грає пісня «Day By Day» (укр. «День за днем») з мюзикла «Godspell» (укр. «Боже закляття») використовується кілька разів, зокрема Гомер співає пісню у кінцевих титрах[3].

## Ставлення критиків і глядачів
Під час прем'єри серію переглянули 4,54 млн осіб з рейтингом 2.1, що зробило її другим найпопулярнішим шоу на каналі «Fox» тієї ночі, після «Сім'янина».
Роберт Девід Салліван з «The A.V. Club» дав серії оцінку B, сказавши, що «дві речі, які зазвичай подобаються у 24 сезоні шоу, — це музичні номери й історії про Спрінґфілд в облозі».
Тереза Лопес з «TV Fanatic» дала серії три з п'яти зірок, сказавши, що «за винятком досить марного сюжету про зниклу весільну сукню Мардж, серія цього тижня була досить приємною».
Згідно з голосуванням на сайті The NoHomers Club більшість фанатів оцінили серію на 3/5 із середньою оцінкою 2,89/5.